# Pantano de Lukanga

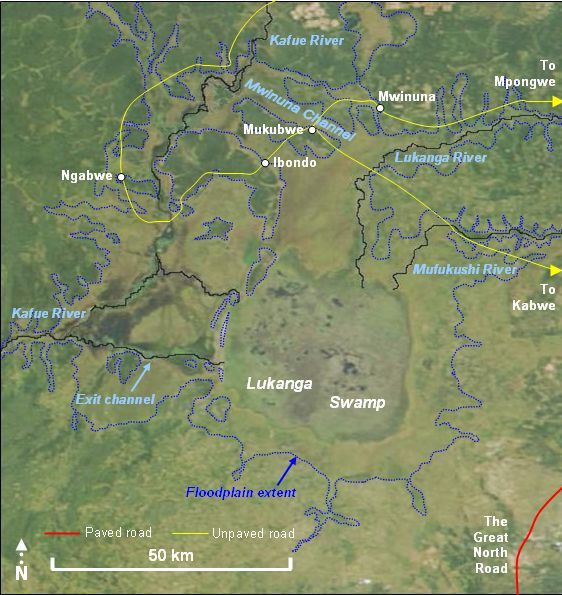
Imagen de la NASA del pantano de Lukanga. Las manchas oscuras son lagunas; en otros lugares, el pantano está cubierto de una espesa vegetación, formada principalmente por papiros. Las zonas oscuras cerca del río Kafue son pantanos con menos vegetación. El mapa superpuesto muestra los ríos principales, la extensión de las llanuras aluviales y los caminos sin pavimentar en color amarillo.

El pantano de Lukanga es el mayor humedal en la provincia Central de Zambia, a unos 50 km al oeste de Kabwe. Su zona permanentemente pantanosa consiste en un área aproximadamente circular con un diámetro de 40 a 50 kilómetros que cubre 1850 km2, más aproximadamente 250 km2 en las desembocaduras y a lo largo de los ríos que desembocan en él, como el río Lukanga desde el noreste. Hay que añadir otros 500 km 2 a cada lado del río Kafue, hacia el oeste y el noroeste, lo que da un total de 2600 km2. Contiene muchas lagunas, como el lago Chiposhye y el lago Suye, pero pocas derivaciones grandes, y su profundidad promedio es de sólo 1,5 m.
Toda la zona está considerada sitio Ramsar. Es número 1580, desde 2005, en 14°24'S 27°37'E.

## Conexiones fluviales y llanuras aluviales
El pantano permanente está rodeado por una llanura aluvial inundada estacionalmente, que varía entre aproximadamente 5 y 25 km de ancho en el sur y el este, y llega hasta 40 km por el norte. Por el oeste, llega al río Kafue y los pantanos se extienden 25 km al oeste y al noroeste hasta el río Kafue. Cuando el Kafue se inunda, se desborda hacia el noroeste a través del canal Mwinuna, normalmente seco, y desemboca en el bajo río Lukanga, mientras que otro canal drena desde el pantano hacia el Kafue por el suroeste. El río Kafue serpentea a través de sus propios pantanos, que tienen hasta 10 km de ancho y se extienden unos 90 km a lo largo del río. Numerosos ríos y arroyos cortos desembocan en el pantano desde el sur, el este y el norte, de los cuales el Lukanga es el más grande. En la época de lluvias, las llanuras aluviales se inundan aumentando la superficie del humedal a 6000 km2, alcanzando un máximo de 8000 km2 en el pico de inundación de una buena temporada de lluvias.

## Población humana y pesca
Hay varias islas habitadas que permanecen secas durante la temporada de lluvias, principalmente en un arco a lo largo del borde occidental del pantano permanente, como la isla Chilwa y la isla Chiposha. Además, el pantano contiene islas flotantes de papiro que albergan campamentos de pesca temporales. No hay caminos ni puentes estacionales que lleguen a las áreas permanentemente pantanosas, y solo un camino cruza una parte de la llanura aluvial, un camino en la estación seca desde Kabwe (con un ramal desde Mpongwe) que pasa por Mukobwe e Ibondo hasta un ferry que cruza Kafue y continúa hasta Ngabwe. Otros dos caminos de tierra van desde Mumbwa, en el sur, hasta el río cerca de Mswebe y hasta la llanura aluvial de Mwanamulambo. A pesar de su ubicación central en el país, el pantano de Lukanga sigue siendo relativamente inaccesible e incluso hoy en día las autoridades gubernamentales de Kabwe y Lusaka tienen relativamente poco conocimiento de la zona o poca influencia sobre ella.
Los habitantes de las aldeas situadas alrededor de las llanuras aluviales del noreste, este y sur practican métodos tradicionales de pesca en los pantanos y cultivan los bordes de la llanura aluvial. No existe pesca comercial de ningún tamaño, pero la FAO dio en 1980 una estimación de 2.600 toneladas de captura de pescado, vendidas en los mercados de Lusaka, Kabwe y Copperbelt. Un informe más reciente sitúa la cifra en 1.200 toneladas y señala una disminución de las capturas debido a la sobrepesca.
Hay algunas granjas comerciales más pequeñas, especialmente cerca de Great North Road, que pasa a 10 km de la llanura de inundación, en el borde sudeste. En el lado norte de la llanura aluvial se han establecido varias granjas y plantaciones comerciales de gran tamaño, algunas de ellas con riego durante la estación seca.

## Vida silvestre y conservación
La llanura aluvial forma parte de la ecorregión de pradera inundada del Zambeze, y la sabana boscosa circundante es la ecorregión de sabana arbolada de miombo del Zambeze central , excepto en el lado sudeste, dominada por la ecorregión sabana arbolada de mopane del Zambeze. Se considera que los pastizales inundados son productivos y diversos debido a los nutrientes que aporta la inundación y al hecho de que proporcionan hábitats tanto para el pastoreo como para el agua.
El bosque de miombo al oeste del río Kafue es un área de gestión de caza que se extiende hasta el Parque Nacional Kafue. Por lo tanto, el pantano de Lukanga podría considerarse una extensión potencial de ese rico refugio de vida silvestre.
El pantano de Lukanga es el hogar de uns 316 especies de aves registradas. Abundan los hipopótamos y cocodrilos, así como el cobo de Lechwe, el oribi, la mangosta de los pantanos, el sitatunga, el imbabala y la pitón. El lado occidental es visitado por elefantes, búfalos, elands y antílopes ruanos. En 2000, se informó que el Departamento de Parques Nacionales y Servicio de Vida Silvestre (NPWS) carecía de recursos suficientes en la zona y que los pantanos "están prácticamente desprotegidos y la caza furtiva es excesiva". 
La deforestación para la producción de carbón vegetal y para la agricultura de tala y quema y otros tipos de cultivo también se considera una amenaza importante para el ecosistema del pantano de Lukanga, principalmente porque produce erosión de la tierra, turbidez del agua y sedimentación. En casi todas las zonas al noreste del pantano se han talado bosques, especialmente para la producción de carbón vegetal, y el desmonte para la agricultura ha sido extensivo en los lados noreste, este y sur del pantano. Sólo el lado occidental permanece relativamente intacto. El desarrollo de una industria turística en la zona, que (como se ha visto en los parques nacionales) resulta en mayores esfuerzos de conservación de la vida silvestre, depende de proporcionar acceso a esta parte desde Mumbwa o Kabwe.

## Origen del pantano de Lukanga
La forma casi circular del principal pantano permanente ha llevado a la especulación de que el pantano de Lukanga puede ser un cráter de impacto (astroblema) formado por el impacto de un meteorito. Sin embargo, las investigaciones sobre el terreno realizadas en 2002 no encontraron evidencia de impacto en las rocas de la zona, concluyendo que el pantano de Lukanga no es un astroblema. A falta de otros datos de investigación se desconoce el origen del pantano.